# São Pedro da Torre
São Pedro da Torre é uma povoação portuguesa sede da Freguesia de São Pedro da Torre do Município de Valença, freguesia com 4,29 km² de área e 1243 habitantes (censo de 2021), tendo, por isso, uma densidade populacional de 289,7 hab./km².

## Demografia
A população registada nos censos foi:
| Distribuição da População por Grupos Etários | Distribuição da População por Grupos Etários | Distribuição da População por Grupos Etários | Distribuição da População por Grupos Etários | Distribuição da População por Grupos Etários |
| -------------------------------------------- | -------------------------------------------- | -------------------------------------------- | -------------------------------------------- | -------------------------------------------- |
| Ano                                          | 0-14 Anos                                    | 15-24 Anos                                   | 25-64 Anos                                   | > 65 Anos                                    |
| 2001                                         | 173                                          | 136                                          | 656                                          | 267                                          |
| 2011                                         | 161                                          | 128                                          | 624                                          | 354                                          |
| 2021                                         | 153                                          | 119                                          | 622                                          | 349                                          |

## Património
- Ponte Velha (São Pedro da Torre)